# Камыстинское месторождение полиметаллических руд
Камыстинское месторождение полиметаллических руд — месторождение в Шемонаихинском районе Восточно-Казахстанской области (Казахстан). Находится в 8 км к юго-западу от города Шемонаиха. Входит в состав Рудноалтайского пояса полиметаллических месторождений.
Камыстинское месторождение было открыто в 1959 году и до конца 1990-х годов служило сырьевой базой Восточно-Казахстанского медно-химического комбината.
На месторождении выделяется главная рудная залежь и ряд мелких линз и рудных тел, которые образуют цепь рудных скоплений, протягивающихся по длине на 300—1080 м, шириной 90—270 м и толщиной от 4 до 15 м, иногда до 40 м. Основные руды: медь, свинец, соединения кадмия, висмута, ртути, молибдена, селена. Геологические исследования проводились учёными Т. Жаутиковым, Э. С. Пономарёвым, Г. Д. Ганженко, М. Тойбазаровым и др.